# Urtica morifolia
Urtica morifolia là loài thực vật có hoa trong họ Tầm ma. Loài này được Poir. miêu tả khoa học đầu tiên năm 1816.